# Patrick Baudry
‎
Patrick Baudry, francoski častnik, vojaški pilot in spationavt, * 6. marec 1946, Douala (današnji Kamerun).
Baudry je bil drugi državljan Francije v vesolju.